# Andy Morgan
Andy Morgan (Originaltitel: Bernard Prince) ist eine zwischen 1966 und 2010 erschienene frankobelgische Comicserie.

## Handlung
Andy Morgan war ursprünglich ein Agent von Interpol und erlebt nun seine Abenteuer als Besitzer der Yacht Cormoran, mit der er auf den Weltmeeren unterwegs ist. Die komische Nebenrolle ist der alte Seebär Barney Jordan, die Identifikationsfigur für die jungen Leser ist der Waisenjunge Djinn, der in der deutschen Version Ali heißt.

## Hintergrund
Die Geschichten schrieb Greg für Tintin, wo er auch Chefredakteur war. Den zeichnerischen Teil übergab er dem jungen Hermann, der bei einigen Kurzgeschichten auch als Autor wirkte. Da es mit Rick Master bereits eine Detektivserie in Tintin gab, wurde aus Andy Morgan eine reine Abenteuerserie. Nach einigen Kurzgeschichten entstanden nach und nach längere Abenteuer. Hermann gab 1978 die Serie an Dany ab, der bis 1989 weiterzeichnete. Schließlich war Edouard Aidans zwischen 1992 und 1994 für die Zeichnungen verantwortlich. Greg starb 1999 und Hermann kehrte 2010 mit seinem Sohn Yves H. als Autor zur Serie zurück und veröffentlichte ein neues Album.

## Veröffentlichung
In Deutschland kamen die Geschichten im Magazin MV-Comix des Ehapa-Verlags (1969–71, zum Teil unter seinem Original-Titel, zum Teil unter dessen eingedeutschter Version als Bernhard Prinz) sowie von 1972 bis 1978 bei Koralle in ZACK und dem Taschenbuch Zack Parade zur Veröffentlichung. Bei Koralle erschienen auch die beiden ersten Albumausgaben: Als Zack Comic Box 6 erschien Durch die Flammenhölle von Caranoa, als Zack Box 19 folgte Tödliche Lava unter dem Titel Pest an Bord.
Der Bastei-Verlag begann 1985 mit einer regulären Albumausgabe. Diese wurde jedoch nach dem dritten Titel eingestellt.
In der umfangreichsten deutschen Albenausgabe setzte der Carlsen Verlag die Serie 1986 mit der Nr. 4 fort und veröffentlichte später auch die Bastei-Alben neu, so dass die Serie in der Carlsen-Ausgabe in 18 Bänden in deutscher Sprache vorliegt.
Das 2010 erschienene Andy Morgan-Abenteuer wurde bei Kult Editionen veröffentlicht.
Von 2010 bis 2015 publizierte der Verlag Kult Editionen eine hochwertig gestaltete Gesamtausgabe in 19 Bänden.
Seit 2017 veröffentlicht der Carlsen Verlag eine Gesamtausgabe.

## Alben
- Die Piraten von Lokanga (1/1969)
- Die Rebellen von Coronado (2/1969)
- Die Grenze zur Hölle (3/1970)
- Abenteuer in Manhattan (4/1971)
- Oase in Flammen (5/1972)
- Das Gesetz des Taifuns (6/1973)
- Der Glutofen der Verdammten (7/1974)
- Die grüne Flamme des Conquistadors (8/1974)
- Guerilla für ein Phantom (9/1975)
- Der Atem des Vulkans (10/1976)
- Die Nebelfestung (11/1977)
- Teuflischer Anschlag (12/1978)
- Der Hafen der Verrückten (13/1978)
- Die Falle mit den 100 000 Stacheln (14/1980)
- Die Rückkehr der Cormoran (15/1989)
- Eine Frau wie Dynamit (16/1992)
- Grünes Gift (17/1994)
- Gefahr auf dem Fluss (18/2010)